# Andoki vöcsök
Az andoki vöcsök vagy kolumbiai vöcsök (Podiceps andinus) a vöcsökalakúak (Podicipediformes) rendjébe, ezen belül a vöcsökfélék (Podicipedidae) családjába tartozó faj.

## Előfordulása
Dél-Amerikában, ezen belül a Kolumbiában lévő Tota-tónál valamint Boyacá és Cundinamarca megyék tavaiban, mocsaraiban élt.
Az otthonául szolgáló mocsarak a 20. század során nagyon visszaszorultak. Elsősorban a beléjük vezetett szennyvíz és a bedobált szemét miatt eliszaposodtak és java részük a század 50-es éveire végleg kiszáradt. A faj populációja ekkor összeomlott. Néhány magányos egyed még élt a '70-es években, az utolsó bizonyított egyedet 1977-ben látták a Tota-tavon. A faj utáni intenzív kutatómunka, melyet 1981–82-ben, végeztek eredménytelenül zárult; a faj végleg kihalt.

## Megjelenése
Az andoki vöcsök nagyon hasonlított a feketenyakú vöcsökre (Podiceps nigricollis), sokáig annak alfajaként tartották számon. Kettejük közötti apró különbség az volt, hogy az andoki vöcsök nyaka elöl gesztenyabarna színű volt.